# Zootoca
Zootoca zijn een geslacht van hagedissen uit de familie echte hagedissen (Lacertidae). Het geslacht omvat twee soorten waarvan er een, de Levendbarende hagedis, in België en Nederland voorkomt.
Onderstaand zijn beide soorten weergegeven, met afbeelding, auteur, aantal ondersoorten en het verspreidingsgebied.
| Afbeelding | Naam                                     | Auteur                                   | Ondersoorten | Verspreidingsgebied                                                  |
| ---------- | ---------------------------------------- | ---------------------------------------- | ------------ | -------------------------------------------------------------------- |
|            | Levendbarende hagedis (Zootoca vivipara) | Lichtenstein, 1823                       | 3            |                                                                      |
|            | Zootoca carniolica                       | MAYER, BÖHME, TIEDEMANN & BISCHOFF, 2000 | 0            | Slovenië, noord-oost Italië, zuidelijk Oostenrijk, noordwest Kroatië |